# VideoGames and Computer Entertainment
Ne doit pas être confondu avec Computer and Video Games.
VideoGames and Computer Entertainment (stylisé VideoGames & Computer Entertainment, abrégé VG&CE) est un magazine américain consacré au jeu vidéo sur consoles, sur ordinateurs et en arcade, publié par LFP, Inc. et lancé en 1988. Le magazine propose des reviews, des previews, des soluces et des codes detriche comme une couverture de l'industrie vidéoludique. Le magazine est renommé VideoGames en 1993, puis s’arrête en 1996,,. En 1993, le magazine est renommé VideoGames (sous-titré The Ultimate Gaming Magazine).